# 皮耶罗·波利
皮耶罗·波利（義大利語：Piero Poli，1960年10月9日—），意大利男子赛艇运动员。他曾代表意大利参加1984年和1988年夏季奥林匹克运动会赛艇比赛，其中在1988年奥运会获得一枚金牌。